# John Knowles Paine

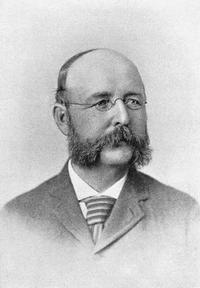
John Knowles Paine

John Knowles Paine (* 9. Januar 1839 in Portland, Maine; † 25. April 1906 in Cambridge, Massachusetts) war ein US-amerikanischer Organist und Komponist. Er gilt als erster amerikanischer Komponist, der mit Orchesterkompositionen Maßstäbe setzte und auf sich aufmerksam machte. Mit Paine begann die Geschichte der klassischen amerikanischen Musik. Paine schrieb die erste große amerikanische Komposition, die in Europa aufgeführt wurde (Messe in D, Berlin), außerdem wurde seine Sinfonie Nr. 2 als erste Sinfonie in der Geschichte Amerikas im Verlag „Arthur P. Schmidt of Boston“ veröffentlicht. Darüber hinaus war er dafür verantwortlich, dass die Orgelwerke Johann Sebastian Bachs ihren Weg nach Amerika fanden und dort regelmäßig aufgeführt wurden. Im Gegensatz zu seinem großen Vorbild Bach war John Knowles Paine zu Lebzeiten eine Persönlichkeit, die in ganz Amerika gefeiert wurde.

## Leben und Werk
In einer musikalischen Familie aufgewachsen erhielt Paine seinen ersten Orgelunterricht von Hermann Kotzschmar, einem deutschen Organisten, der 1848 in die Vereinigten Staaten von Amerika emigriert war. Mit 18 Jahren debütierte Paine als Organist und ging 1858 nach Berlin, wo er bei Gustav Wilhelm Teschner Gesang, bei Carl August Haupt Orgelspiel und bei Wilhelm Wieprecht Komposition studierte. Des Weiteren schlossen Studien in Kontrapunkt und Orchestrierung seine Ausbildung ab. Paine galt als sehr ehrgeiziger Musiker. Ein Zeitgenosse erzählte, er habe Paine an einem sehr heißen Sommertag beim Üben einer Pedalpassage gesehen. Paine wollte diese Passage mindestens hundert Mal perfekt spielen, ehe er mit auf einen Spaziergang am Fluss kommen wollte.
Bevor er 1861 in die USA zurückkehrte, unternahm er eine umfangreiche Konzerttour durch Deutschland. Anschließend wurde er Organist der West Church von Boston. Diese Position behielt er bis 1864. Mit seinem Ruf machte er die Harvard University auf sich aufmerksam und wurde 1862 als Gesangslehrer und Organist berufen. 1875 erhielt er die erste Professur der USA für Musik an der Harvard University, wo er bis 1905 unterrichtete. Er gab seinen Lehrstuhl auf, um sich intensiver mit dem Komponieren zu befassen. 1871 wurde er in die American Academy of Arts and Sciences und 1898 in die American Academy of Arts and Letters gewählt.
Im Jahre 1876 wurde seine 1. Sinfonie in Boston uraufgeführt. Diese wurde allerdings erst zwei Jahre nach seinem Tod veröffentlicht.
1893 komponierte er den Columbus March and Hymn für die „World's Columbian Exposition“ in Chicago. Seine Kantate Song of Promise wurde 1888 im Rahmen des Cincinnati Festivals aufgeführt.
Paine komponierte eine Oper (Azara), mehrere Sinfonien, Bühnenmusiken, Hymnen, Kantaten, kammermusikalische Werke, Klavier- und Orgelstücke sowie Vokalmusik. Seine Musik passt sich weitestgehend der deutschen Romantik an und ist vom Geiste von Bach und Beethoven durchdrungen. Im Laufe der Zeit wandelte sich sein musikalischer Stil und er band die Chromatik stärker ein. Vermutlich hatte dies mit seiner Faszination durch Richard Wagner zu tun. Paines Musik ist mit dem Laufe der Jahre mit einem starken Gefühl der Tonalität behaftet. Formale Klarheit, „nachdenkliche“ Orchestrierungen, ein harmonischer Zusammenhang und ein klarer Kontrapunkt zeichnen seinen Kompositionsstil aus.
Paines zweite Sinfonie „In the Spring“, wurde in Cambridge von Theodore Thomas aufgeführt. Thomas galt als Pionier auf dem Gebiet des Dirigierens. Diese zweite Sinfonie steht ganz im Stile der Spätromantik und löste Begeisterungsstürme aus. Der Musikkritiker John Sullivan Dwight war so begeistert, dass er auf seinen Stuhl stieg und seinen Regenschirm öffnete und schloss. Wenig später konnte er mit seiner Musik für eine griechischsprachige Harvard-Produktion (König Ödipus) erneut überzeugen und internationale Aufmerksamkeit auf sich ziehen. Mit dieser Komposition gewann er 1904 eine Goldmedaille im Rahmen einer internationalen Konzertreihe in Berlin.
Daneben gilt Paine mit Dudley Buck als einer der Mitbegründer der American Guild of Organists. Außerdem veröffentlichte er eine Vielzahl an Büchern, Fachartikeln und Analysen.

## Werke

### Oper
- Azara

### Orgel
- Concert Variations on the „The Star Spangled Banner“, [Opus 1] – 1861
- Concert Variations on the „Austrian Hymn“ op. 3 #1
- Fantasy on Ein feste Burg, op. 13
- Prelude h-Moll op. 19 #2
- Fuge c-Moll (aus Four Pieces)

### Orchester
- Sinfonie Nr. 1, op. 23
- As You Like It, Overture, op. 28
- The Tempest, Symphonic Poem op. 31
- Sinfonie Nr. 2 A-Dur „In Spring“ op. 34
- Prelude from „Oedipus Tyrannus“ op. 35
- The Nativity, Op. 38

### Choräle
- Commencement Hymn
- Freedom, our Queen
- Hymn of the West

### Chor und Orchester
- Freedom, Our Queen
- Domine salvum fac Praesidem nostrum op. 8
- Messe in D op. 10
- St. Peter: An Oratorio op. 20
- Centennial Hymn op. 27
- Oedipus Tyrannus op. 35
- The Realm of Fancy, op. 36
- Phoebus, Arise! op. 37